# Liste des noms vernaculaires de carnivores
 (septembre 2024).
- Haut – A
- B
- C
- D
- E
- F
- G
- H
- I
- J
- K
- L
- M
- N
- O
- P
- Q
- R
- S
- T
- U
- V
- W
- X
- Y
- Z

## B
- balisaur
- baribal
- belette
- binturong
- blaireau
- bruan

## C
- cabéru
- caracal
- carcajou
- chacal
- chat
- chaus
- chien
- chungungo
- civette
- coati
- colocolo
- couguar
- coyote
- cynhyène

## D
- dhole
- dingo

## E
- éléphant de mer
- euplère
- eyra

## F
- falanouc
- fossa
- fouine
- foussa
- furet

## G
- genette
- grison
- glouton
- grizzly
- guépard

## H
- hermine
- huillín
- hyène

## I
- isatis

## J
- jaguar
- jaguarondi

## K
- kinkajou
- kodiak
- kodkod

## L
- léopard
- léopard des mers
- linsang
- lion
- lion de mer
- loup
- loutre
- luwak
- lycaon
- lynx

## M
- macrorhine
- mangouste
- mangue
- margay
- marte
- martre
- mouffette
- musang
- moutre

## O
- ocelot
- otocyon
- olingo
- once
- otarie
- ours

## P
- panda
- panthère
- pékan
- phoque
- poiane
- protèle
- puma
- putois

## R
- rasse
- rat des pharaons
- ratel
- raton laveur
- renard

## S
- serval
- suricate

## T
- tayra
- télagon
- tigre

## V
- veau marin
- vison

## W
- wolvérène

## Z
- zibeline
- zibeth
- zorille